# 費惠公
费惠公（?—?），中国战国時期费国国君。鲁国季孙氏的后代。孟子曾经引用他的话：“吾于子思，则师之矣；吾于颜般，则友之矣；王顺、长息则事我者也。”说明小国之君有友朋之德的例子。